# 天道清貴
天道 清貴（てんどう きよたか、1982年11月22日 - ）/ TENDO KIYOTAKA は、日本のシンガーソングライター。歌の伝道師。宮城県仙台市出身。みやぎ絆大使。

## 概要
2000年10月に東芝EMIよりシングル『No No No』でデビューし、曲は全国のFM17局でパワープレイに選出された（当時最高）。
2001年にリリースした3rdシングル『The Only One』はドラマ『Pure Soul〜君が僕を忘れても〜』の主題歌となり、40万枚のヒットとなった。1stアルバム『I'll Be There』がオリコン初登場7位を記録した。同年、全国有線放送大賞新人賞受賞。2010年、全米最大のゴスペルイベント『McDonald's Gospel Festival 2010』にハーレム・ジャパニーズ・ゴスペル・クワイヤーとして参加し、グループは日本人グループとして史上初めて優勝した。その後アポロシアター「ゴスペルナイト」にハーレム・ジャパニーズ・ゴスペル・クワイヤーとして招待される。極真空手の世界大会で、3年連続でアメリカ国歌の『星条旗』を独唱した。2015年に帰国し、自身がLGBTの1人であることも告白した。MISIAの『あなたにスマイル：）』 を手がけたほか、清貴自身の楽曲もフジテレビ系列パラスポーツ応援ソングとして、2016年以来『無限大∞』『FEELING SO RIGHT』『MY VICTORY』の3曲が起用されている。2016年リオパラリンピックで、『無限大∞』が、2018年の平昌パラリンピックでは『MY VICTORY』が応援ソングとして選ばれた。
2020年5月から2023年2月まで、YouTubeで視聴者のリクエストに応えて歌うライブ配信「歌のレストラン」をしていた。最初は不定期配信だったが、途中から毎日配信するようになった。延べ1000回で終了。
2023年6月から、キャンピングカーで全国を回りながら、各地に歌を届ける活動を開始した。

## 人物
宮城県仙台市生まれ。その後、父親の仕事の関係で宮城県内、新潟県などを転々とし、デビュー後、上京する。幼少期の夢はサッカー選手だったが、小学2年生・中学1年生で大手術を経験し、ここで音楽に救われた経験が音楽家への道を志すきっかけになったという。デビュー前から大好きだった黒人音楽を本場でやりたい、海外で自分を試したいとの強い想いから、単身渡米した。インタビューの中で「海外生活の中で、ありのままを受け入れ、自分らしく生きていきたいという想いが強くなった」と語っている。長くアメリカ生活をしていたため、英語が堪能である。2010年から「みやぎ絆大使」に就任している。

## 音楽性
セルフプロデューススタイルで、作詞、作曲、編曲、プログラミングも自ら行うが、編曲は曲によってアレンジャーに委託したりする。歌唱スタイルは自身の影響を受けたソウル、R&B等のブラックミュージック的な節回しに特徴があり、それをポップスと融合したスタイルが見受けられる。デビュー当時は影のある、内省的な世界観の曲が多かったが、アメリカでの音楽活動を経て、誰かの心に寄り添うようなあたたかさを感じる楽曲が多く見られるようになった。基本的に詞先で作ることが多く、「言葉がメロディーやハーモニーを連れて来てくれる」と語っている。自分のために歌う歌よりも、誰かのために歌う歌の方が幸せだと話しており「私の音楽は、いつも誰かの応援歌」と表現している。
影響を受けたミュージシャンには、スティーヴィー・ワンダー、アレサ・フランクリン、ニーナ・シモン、ダニー・ハサウェイ、ビル・エヴァンス、ナット・キング・コール、ビリー・ジョエル、マライア・キャリー、ホイットニー・ヒューストン、ルーサー・ヴァンドロス、エルトン・ジョン、セリーヌ・ディオン、キム・バレル、スモーキー・ノーフル、尾崎豊、玉置浩二、松任谷由実、久石譲、槙原敬之、モーリス・ラヴェル、フレデリック・ショパンなどを挙げている。

## 来歴
- 幼少期にクラシックピアノを習い始め、その後独学でコードを覚えて弾くようになる。
- 小学生の時に、マライア・キャリー、セリーヌ・ディオンの歌に感銘を受け、歌うようになる。その後ゴスペル音楽に傾倒し、スティービー・ワンダー、ホイットニー・ヒューストンなどの黒人音楽の虜になり、メリスマと呼ばれるその唱法を真似て1日中遊んでいた。
- 中学生になり、ハードロックに傾倒し、アマチュアのロックバンドのヴォーカルを務め、レッド・ツェッペリンや、ボン・ジョヴィ、B'zのカバーをし、シャウトなどの歌唱法を真似る。また尾崎豊や松任谷由実など、日本のシンガソングライター達の影響を受けて曲作りをはじめ、中学3年生の時にクラスメイトに捧げるラブソングを作った。
- 高校生になると、デスクトップミュージックに凝りだし、打ち込みで曲作りを始める。また、ヒップホップダンスを始める。
- 1999年12月 - 中崎英也にデモテープを送付し、「すぐに東京に来てくれないか？」と連絡がある。翌年3月に中崎の元へ多重コーラス録音したMDを届け、これが認められデビューが決定した。
- 2000年10月 - デビューシングル『No No No』で東芝EMIよりデビュー。当時最高の全国のFM17局でのパワープレイに選出される。
- 2001年
  - 4月 - 仙台市から東京都に移り住む。3rdシングル『The Only One』がドラマ『Pure Soul〜君が僕を忘れても〜』の主題歌となり、40万枚のヒットとなる。
  - 4月20日・5月18日 - テレビ朝日『ミュージックステーション』に出演。
  - 7月 - 1stアルバム『I'll Be There』がオリコン初登場7位を記録。
  - 10月13日 - NHK総合『ポップジャム』に出演。
  - 12月 - 第34回全日本有線放送大賞新人賞受賞。
- 2002年
  - 4月 - エフエム仙台、FM大阪、AIR-G（エフエム北海道）でラジオのレギュラー番組が開始される。
  - 7月 - エフエム仙台 20th ANNIVERSARY・仙台放送 40th ANNIVERSARY SUPER COLLABORATION 『FROM S』に出演。小田和正、稲垣潤一、HOUND DOG等と共演する。
  - 8月23日 - 日本テレビ『AX MUSIC-TV』に出演。
- 2003年2月 - 渋谷AXでワンマンライブを開催。
- 2004年12月 - フジテレビ『めざましテレビ』のテーマソング『手のひらを太陽に』を担当。
- 2005年3月 - 渋谷AXにて再びワンマンライブを開催。
- 2006年7月 - 8月 - 情熱大陸 SPECIAL LIVE SUMMER TIME BONANZA'06に、葉加瀬太郎、佐藤竹善、藤井フミヤ、アンジェラ・アキ、ゴスペラッツ等と出演。
- 2008年
  - 2月 - DIAMOND☆DOGSのミュージカル『クリスタルセレナーデ 七つの海を駆け抜ける Romantic St.Valentine Show』で音楽監督、ゲスト出演。
  - 11月30日 - NHK衛星第2テレビジョン『魅惑のスタンダードポップス』に出演。
- 2009年
  - 7月26日 - NHK衛星第2テレビジョン『魅惑のスタンダードポップス』に出演。
  - 11月 - ニューヨークに拠点を移す。
- 2010年
  - 6月 - ゴスペルイベント『McDonald's Gospel Festival 2010（英語版）』にハーレム・ジャパニーズ・ゴスペル・クワイヤーとして出場し、日本人グループとして初優勝する。
  - 8月 - アポロシアターの「ゴスペルナイト」にハーレム・ジャパニーズ・ゴスペル・クワイヤーが日本人初のゲストとして招かれ歌唱。
  - 9月 - 全米最大の極真空手大会でアメリカ国歌『星条旗』を歌い、その模様が米国でテレビ放映される。
  - 12月 - オフブロードウェイミュージカル『Black Nativity』にハーレム・ジャパニーズ・ゴスペル・クワイヤーとしてゲスト出演。
- 2011年
  - 4月 - "Annual Keeper’s of the Dream Award Ceremony" にハーレム・ジャパニーズ・ゴスペル・クワイヤーがゲストとして招待される。式典には当時大統領だったバラク・オバマのほか、モハメド・アリ、マジック・ジョンソン、スティーヴィー・ワンダーなども出席した
  - 6月 - ニューヨークで初のワンマンライブを開催したほか、前年に引き続き、極真空手の全米大会でアメリカ国歌を歌う。
- 2012年
  - 5月 - 世界同時配信デビューシングル『#1』がAmazon Japanのチャート3部門で1位。
  - 6月 - 3年連続で、極真空手の全米大会でアメリカ国歌を歌う。
  - 7月 - ニューヨーク・タイムズスクエアで行われたチャリティーイベント『LOVE SAVE KIDS』でパフォーマンスを披露。
  - 8月 - ライブハウス『The Bitter End』でパフォーマンスを披露、以後レギュラー出演。
- 2013年
  - 3月 - ライブハウス『Canal Room』でパフォーマンスを披露。
  - 8月 - 全編英語のアルバム『Reborn』がAmazon Japan chartの、ポップ部門、ソウル／R&Bチャートで1位となる。
  - 9月 - ニューヨークからロサンゼルスに活動拠点を移す。
- 2014年
  - 8月 - ハリウッドのクラブ『Whisky A Go Go』でパフォーマンスを披露。和太鼓を初めてライブに取り入れ、大絶賛される。
  - 11月19日（放送日） - テレビ東京『THEカラオケ★バトル』に出演、『Let It Go〜ありのままで〜』の英語バージョンを披露。
  - 12月 - 舞浜・イクスピアリのイベント『カウントダウンライブ2015』に出演。
- 2015年
  - 2月 - 帰国し、日本を活動拠点に戻す。
  - 3月1日 - リズメディアに所属。
  - 4月 - 写真家レスリー・キーによるLGBTカミングアウト者のポートレート展示企画『OUT IN JAPAN』に『WE ARE ONE』を楽曲提供。また4月26日には『TOKYO RAINBOW PRIDE 2015』でLGBT当事者であることを初告白した[12]。
- 2016年
  - 5月 - リズメディアから独立。
  - 7月 - フジテレビ系列パラスポーツ応援ソングとして『無限大∞』『FEELING SO RIGHT』が起用され、「PARA☆DO！」・リオデジャネイロパラリンピックニュースなどで使用された。
  - 11月 - クラウドファンディングで資金調達した[16] 4thアルバム『あなたがいてくれたから』を制作、発売。
- 2017年
  - 3月14日 - フジテレビ『魁!ミュージック』に出演。
  - 4月 - 『MY VICTORY』がフジテレビ系列パラスポーツ応援ソングとして起用される。
  - 10月8日 - テレビ朝日『今夜、誕生!音楽チャンプ』に出演。
- 2018年
  - 7月 - 第32回人間力大賞「会頭特別賞」受賞。
- 2019年
  - 5月17日 - TBSテレビの情報バラエティ番組『爆報! THE フライデー』に出演。メディアを通じ、自らの言葉でゲイであることを語った[17]。

- 2022年
  - 11月22日 - 自身の誕生日に6年ぶりのニューアルバム『おひさまのうた』を配信リリース。
  - 12月10日 - アルバム『おひさまのうた』のCD版をリリース。

## ディスコグラフィ

### シングル

#### 配信シングル
|                    | 配信開始日     | タイトル               | 備考           | 名義           |
| Ki-Yo レーベル     | Ki-Yo レーベル | Ki-Yo レーベル         | Ki-Yo レーベル | Ki-Yo レーベル |
| ------------------ | -------------- | ---------------------- | -------------- | -------------- |
| 1st                | 2012年5月1日   | #1                     | iTunes、Amazon | Ki-Yo          |
| 2nd                | 2012年6月1日   | Dear All My Loves      | iTunes、Amazon | Ki-Yo          |
| 3rd                | 2012年7月1日   | Spend My Life With You | iTunes、Amazon | Ki-Yo          |
| 4th                | 2012年8月1日   | Need Somebody Tonight  | iTunes、Amazon | Ki-Yo          |
| WE ARE ONE Records |                |                        |                |                |
| 5th                | 2017年5月24日  | MY VICTORY             | iTunes、Amazon | 清貴           |
| 6th                | 2019年5月17日  | 虹の向こうへ           | iTunes、Amazon | 清貴           |
| 7th                | 2020年3月1日   | We Are Not Alone       | iTunes、Amazon | 天道清貴       |
| 8th                | 2020年4月1日   | Special Gift           | iTunes、Amazon | 天道清貴       |
| 9th                | 2020年11月22日 | 想い出のクリスマス     | iTunes、Amazon | 天道清貴       |
| 10th               | 2021年5月1日   | はじまりはありがとう   | iTunes、Amazon | 天道清貴       |
| 11th               | 2021年8月25日  | SUPERSTAR              | iTunes、Amazon | 天道清貴       |
| 12th               | 2021年11月6日  | ずっと大事な人         | iTunes、Amazon | 天道清貴       |

### 映像作品

#### ライブ
|                      | 発売日               | タイトル                                                 |
| インディーズレーベル | インディーズレーベル | インディーズレーベル                                     |
| -------------------- | -------------------- | -------------------------------------------------------- |
| 1st                  | 2010年8月15日        | KIYOTAKA Tour 2010 Over The Sea Yokohama Edition（BLUE） |
| 2nd                  | 2010年8月18日        | KIYOTAKA Tour 2010 Over The Sea Osaka Edition（RED）     |
| 3rd                  | 2011年6月27日        | KIYOTAKA LIVE TOUR 2011 "OVER THE SEA"                   |
| 4th                  | 2012年2月27日        | KIYOTAKA AUTUMN TOUR 2011 "SOUL FROM NEW YORK"           |
| 5th                  | 2013年2月24日        | Ki-Yo JAPAN TOUR 2012 "#1"                               |
| 6th                  | 2013年11月1日        | Ki-Yo LIVE at Canal Room in New York                     |

#### その他
- Viaggio in Italia 2008（2008年、イタリア旅行のドキュメンタリー）

### 参加作品
- 岩崎宏美『幸せになろう』コーラス - 山川恵津子作・編曲

### 楽曲提供
- DIAMOND☆DOGS『Super “D‐★”Valentine Show 2008』舞台音楽監督
- MISIA『あなたにスマイル：）』作詞・作曲
- Hinotama『I Believe Remixed By Kiyotaka』編曲・コーラス[19][20]
- 西恵梨香『あなたへのエール』作詞・作曲
- Green Tea『あなただけのストーリー』『元気でいてね』『草原を渡る風』詞・作曲・編曲

### 未シングル化曲
※枠内はCD化されているもの
| No. | 楽曲                            | 時間 | 収録アルバム                    | 規格番号  | 備考           |
| --- | ------------------------------- | ---- | ------------------------------- | --------- | -------------- |
| 1   | Voice 〜 Lost child             | 4:18 | Voice 〜 Lost child （Demo）    | SPCD-1729 | デビュー候補曲 |
| 2   | Thank You                       | 1:00 | No No No                        | -         |                |
| 3   | Anytime you need a friend       | 1:23 | No No No                        | -         |                |
| 4   | All I want for Christmas is You |      | All I want for Christmas is You |           |                |

| 楽曲                            | 備考 |
| ------------------------------- | --- |
| Voice 〜 Lost child             | フェイク&ラップのパフォーマンスから楽曲本編へと繋がる展開。後にシングル『The Only One』、アルバム『I'll be there』に『Lost child』としてレコーディングし直した別音源を収録発表。                                                     |
| Thank You                       | この2曲は、『No No No』のマスコミ配布向けのプロモーション用アイテムで、辞書型ハードカバー製のスペシャルキットBOX（8cmCD、マキシCD、MVが収録されたVHS）に同梱されている、8cmCDに収録されたアカペラ音源のうちの1曲で、歌詞は全て英語。 |
| Anytime you need a friend       | この2曲は、『No No No』のマスコミ配布向けのプロモーション用アイテムで、辞書型ハードカバー製のスペシャルキットBOX（8cmCD、マキシCD、MVが収録されたVHS）に同梱されている、8cmCDに収録されたアカペラ音源のうちの1曲で、歌詞は全て英語。 |
| All I Want for Christmas is You | マライア・キャリーの曲『恋人たちのクリスマス』のカバー。 |
| Aki-kaze                        | エフエム仙台の番組『FROM S』における企画で制作した2曲。発表時のタイトルはそれぞれ、『長月物語』・『文月物語』。 |
| "SEA" You Again                 | エフエム仙台の番組『FROM S』における企画で制作した2曲。発表時のタイトルはそれぞれ、『長月物語』・『文月物語』。 |
| I Still Remember                | エフエム仙台の番組『FROM S NEO』における企画「これなんか どん」で、「お帰り」のテーマで新婚1年目をイメージして制作した楽曲。 |
| After The Memories              | |
| 仲直り                          | |
| ひまわりを咲かせよう            | |

## タイアップ
| 楽曲             | タイアップ                                                            |
| ---------------- | --------------------------------------------------------------------- |
| No No No         | FM パワープレイ・ソング                                               |
| No No No         | 日本テレビ系『AX MUSIC-FACTORY』AX POWER PLAY #003                    |
| VANISHING        | 日本テレビ系『TVおじゃマンボウ』エンディング・テーマ                  |
| VANISHING        | 中京テレビ・日本テレビ系『PINK PAPARAZZI』エンディング・テーマ        |
| VANISHING        | WOWOW『音楽楽園 2001』エンディング・テーマ                            |
| VANISHING        | ほっかほっか亭 TV-CMソング                                            |
| The Only One     | 読売テレビ・日本テレビ系ドラマ『Pure Soul〜君が僕を忘れても〜』主題歌 |
| SIGNAL           | TBS系『ワンダフル』10月度テーマ・ソング                               |
| シアワセの陽射し | TBS系『世界ふしぎ発見!』エンディング・テーマ                          |
| Call me          | ザ・ワークス制作・テレビドラマ『ドゥニチラヴ』エンディング・テーマ    |
| 歩幅             | ドラマ『ドゥニチラヴ』主題歌                                          |
| 手のひらを太陽に | フジテレビ『めざましテレビ』12月度テーマ・ソング                      |
| Ocean Blue       | 日本財団「改修事業 篇」イメージ・ソング                               |
| Close to you     | 日本船舶振興会「福祉車両・介護 篇」 イメージ・ソング                  |
| 冷たいぬくもり   | オリジナル∞ドラマ∞シアター『恋のパラドラ』第4話主題歌                 |
| アルビレオ       | ヴォヤジェスタ CMソング                                               |
| 無限大∞          | フジテレビ系列パラスポーツ応援ソング                                  |
| FEELING SO RIGHT | フジテレビ系列パラスポーツ応援ソング                                  |
| MY VICTORY       | フジテレビ系列パラスポーツ応援ソング                                  |

## ライブ・イベント

### 参加ライブ
| 出演日             | タイトル                                                                                  | 会場                                        |
| ------------------ | ----------------------------------------------------------------------------------------- | ------------------------------------------- |
| 2015年4月29日      | ASOBILABO Music Festival 〜みんなの音楽〜                                                 | ENTERTAINMENT DINING BERONICA（大阪府）     |
| 2015年9月14日      | 藤岡正明×Ki-Yo                                                                            | 渋谷LOOP ANNEX（東京都）                    |
| 2015年12月27日     | 傳田真央×KI-YO PREMIUM LIVE “SING MARIAH”                                                 | HEAVEN青山（東京都）                        |
| 2016年4月9日       | FIRST DANCE LIVE 2016                                                                     | メルパルク東京 イベントホール               |
| 2016年4月10日      | KI-YO&吉永真奈 Duo LIVE「桜咲く夕べ」                                                     | 銀座LoungeZERO（東京都）                    |
| 2016年6月12日      | ベトナムフェスティバル2016                                                                | 代々木公園 イベント広場（東京都）           |
| 2016年6月19日      | Through The Rain                                                                          | ENTERTAINMENT DINING VERONICA（大阪府）     |
| 2016年7月20日      | 岡本優子&清貴 Special Duo LIVE -星に願いを-                                               | LIVE DOME STAR DUST（宮城県）               |
| 2016年8月5日       | BERONICA MUSIC SHOW                                                                       | ENTERTAINMENT DINING BERONICA（大阪府）     |
| 2016年8月21日      | KI-YO&吉永真奈 DuoLIVE -夢花火-                                                           | Motion Blue YOKOHAMA（神奈川県）            |
| 2016年9月30日      | 清貴×傳田真央 Premium Duet Live ~SING DIVAS~vol.1                                         | 代官山LOOP（東京都）                        |
| 2017年2月16日      | BERONICA MUSIC SHOW                                                                       | ENTERTAINMENT DINING BERONICA（大阪府）     |
| 2017年5月5日       | 唄 -UTA- ～清貴×UEBO～                                                                    | 代官山LOOP（東京都）                        |
| 2017年7月2日       | BERONICA SHOWTIME                                                                         | ENTERTAINMENT DINING BERONICA（大阪府）     |
| 2017年7月23日      | お台場みんなの夢大陸2017 マイナビステージ                                                 | フジテレビ本社屋（東京都）                  |
| 2017年7月30日      | AiSOTOPE LOUNGE 5th Anniversary                                                           | AiSOTOPE LOUNGE（東京都）                   |
| 2017年8月12日      | TOKYO MUSIC CRUISE 2017                                                                   | ザ・プリンス パークタワー東京（東京都）     |
| 2017年8月20日      | かわさきPARAフェス2017夏 Powered by PARA☆DO！                                             | ラゾーナ川崎プラザ ルーファ広場（神奈川県） |
| 2017年10月7日・8日 | ティーナ・カリーナ / 清貴 「ふたり昭和歌謡祭 秋の特別公演」                               | 東京エレクトロンホール宮城                  |
| 2017年10月21日     | "Lounge Momiji 1st anniversary" 「清貴×傳田真央 Premium Duet Live ～Prince & Princess～」 | Lounge Momiji（東京都）                     |
| 2018年1月8日       | New Year Sound Museum                                                                     | 仙台Club Junk Box（宮城県）                 |
| 2018年1月21日      | 清貴×JONTEツーマンライブ                                                                  | メロディーライン（東京都）                  |
| 2019年12月06日     | コカ・コーラpresents LIVE PRIDE ～愛をつなぎ、社会を変える。～                            | 東京国際フォーラムホールA                   |